# First Season
『First Season』（ファーストシーズン）は、1999年8月25日にリリースされた木村由姫の1stアルバム。発売元はパイオニアLDC。

## 概要
先行シングル5曲、カップリング2曲に加え新曲3曲を収録。うち「幸せへの痛み」「何故…」の2曲をTM NETWORKの木根尚登が楽曲提供している。シングル、アルバムを通じて自己最高のオリコン最高位11位、アルバムでは自己最高となる4.5万枚のセールスを記録した。初回盤はピクチャーレーベル仕様。

## 収録曲
1. Deep Sky Heart
  - 作詞：小田桐向現　作曲/編曲：浅倉大介
2. Happy Make 〜weekend mission〜
  - 作詞：麻倉真琴　作曲/編曲：浅倉大介
3. BAD BOY!
  - 作詞：麻倉真琴　作曲/編曲：浅倉大介
4. 幸せへの痛み
  - 作詞：織田茉莉　作曲：木根尚登　編曲：浅倉大介
5. Windy scene
  - 作詞：麻倉真琴　作曲/編曲：浅倉大介
6. PINK Graduation (Album Mix)
  - 作詞：麻倉真琴・日下部りょう　作曲/編曲：浅倉大介
7. color leaves
  - 作詞：麻倉真琴　作曲/編曲：浅倉大介
8. 何故…
  - 作詞/作曲：木根尚登　編曲：浅倉大介
9. Fall in YOU
  - 作詞：麻倉真琴　作曲/編曲：浅倉大介
10. Summer Rain
  - 作詞：麻倉真琴　作曲/編曲：浅倉大介